# Museo de Paleontología de Marília
El Museo de Paleontología de Marília (en portugués Museu de Paleontologia de Marília) es un museo de ciencias ubicado en la ciudad brasileña de Marília, estado de São Paulo. Es uno de los 16 museos dedicados exclusivamente a la paleontología en Brasil. En un esfuerzo del municipio de Marília, y de la Secretaría Municipal de Cultura y Turismo, este recinto fue inaugurado el día 25 de noviembre de 2004, con el propósito de exhibir la serie de descubrimientos de fósiles dinosáuridos y de otras especies hallados en la zona desde 1993, con especial mención a la labor realizada por el paleontólogo William Nava en el hallazgo de estos, y que actualmente se desempeña como coordinador del museo.
Además de servir como lugar para la preservación y difusión del patrimonio paleontológico de la zona, el museo es también un importante punto de interés turístico para la localidad, así como un referente en cuanto a la enseñanza y a la labor científica vinculada, siendo reseñado en varias publicaciones científicas en torno a esta temática, y participando a su vez de programas educativos estaduales, que favorecen la visitación del mismo por más de 5000 estudiantes cada año.

## Colección permanente
La colección de fósiles del museo data de entre 80 a 65 millones de años de antigüedad, correspondiente al período cretácico tardío. La muestra incluye:
- Fósiles y huevos petrificados de Titanosaurus,[1] un herbívoro de 13 metros de longitud.[5]
- Fósiles y huevos petrificados de cocodrilos prehistóricos como Mariliasuchus amarali e Adamantinasuchus navae.[1]
- Restos fósiles de aves como Enantiornithes, de hace 80 millones de años, encontrados en el yacimiento de Presidente Prudente.[6]
- Restos de otros organismos de la época, tales como tortugas,[7] serpientes,[6] peces,[1] anfibios,[2] y troncos de árboles mineralizados.[1]
- Réplica del terópodo carnívoro de 4 metros, Abelisaurus.[4]
- Información alusiva a la evolución de la vida en el planeta.[1]
- Material fotográfico de los yacimientos paleontológicos de la zona.[1]